# Прокна
Прокна (грч. Prokne, лат. Procne) је кћерка атинског краља Пандиона, жена трачког краља Тереја.

## Митологија
Прокна је у мит ушла због освете своме мужу Тереју, који се заљубио у њену сестру Филомелу. Прокна се на суров начин осветила своме мужу убивши свог сина и севирајући његово месо Тереју за јело.